# 10223 Zashikiwarashi
10223 Zashikiwarashi è un asteroide della fascia principale. Scoperto nel 1997, presenta un'orbita caratterizzata da un semiasse maggiore pari a 3,1201551 UA e da un'eccentricità di 0,1406880, inclinata di 1,82862° rispetto all'eclittica.
L'asteroide è dedicato all'omonimo spirito della tradizione degli abitanti della regione di Tōhoku che porterebbe ricchezza alla casa che lo ospita e povertà alla sua partenza.  